# Mouassine

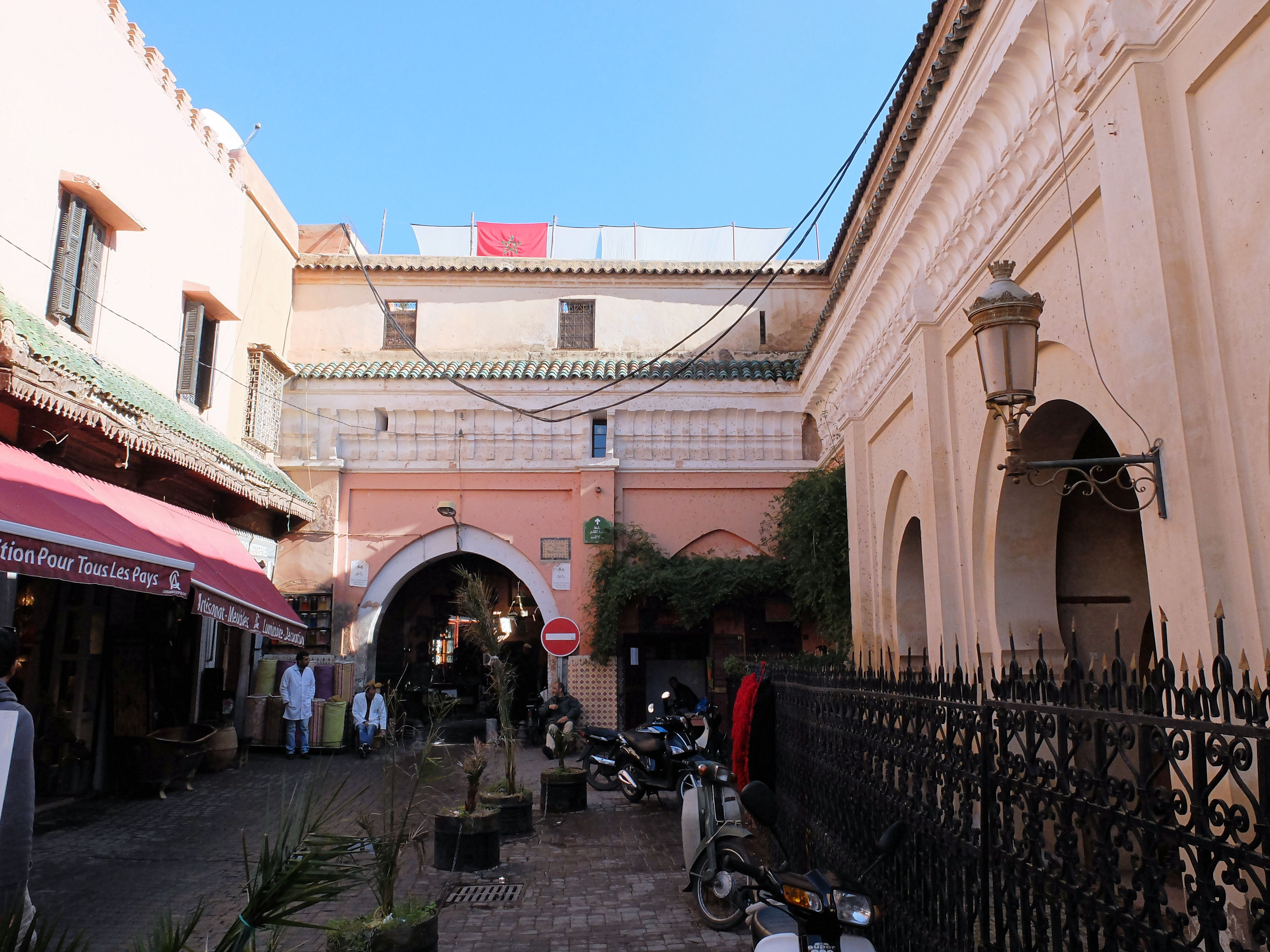
La pequeña plaza pública frente a la Mezquita Mouassine y la fuente..

Mouassine es un barrio de la Medina de Marrakech vecino de los barrios de Bab Doukkala, Azbezt, Derb Tizougarine y Riad Aitoun El Kedim. En la zona se encuentran la Mezquita Mouassine, la Fuente Mouassine (parte del complejo de la mezquita) y el  Palacio Dar el Bacha.
Esta zona es una de las principales puertas de acceso a los zocos del medina (ciudad vieja).

## Nombre
La etimología del nombre "Mouassine" (o muwāssīn) es incierta. El historiador Gaston Deverdun señaló que el nombre se atribuía popularmente a una familia de jerifes que supuestamente vivía en el distrito, lo que también explicaba por qué la mezquita también se conoce con el nombre de Jami' al-Ashraf ("Mezquita de los jerifes"). However, historians have not been able to establish a record of such a family in the area.  Sin embargo, los historiadores no han podido establecer un registro de dicha familia en la zona.: 34  Deverdun señala que otra posibilidad es que el nombre derive de una palabra árabe que significa "cuchilleros" o "cuberteros", lo que denota la antigua presencia de artesanos a lo largo de la calle principal de la zona cuando la comunidad judía se estableció allí. El estudioso Iñigo Almela cita igualmente esta etimología como la más plausible, pero señala que aún es discutible.

## Historia

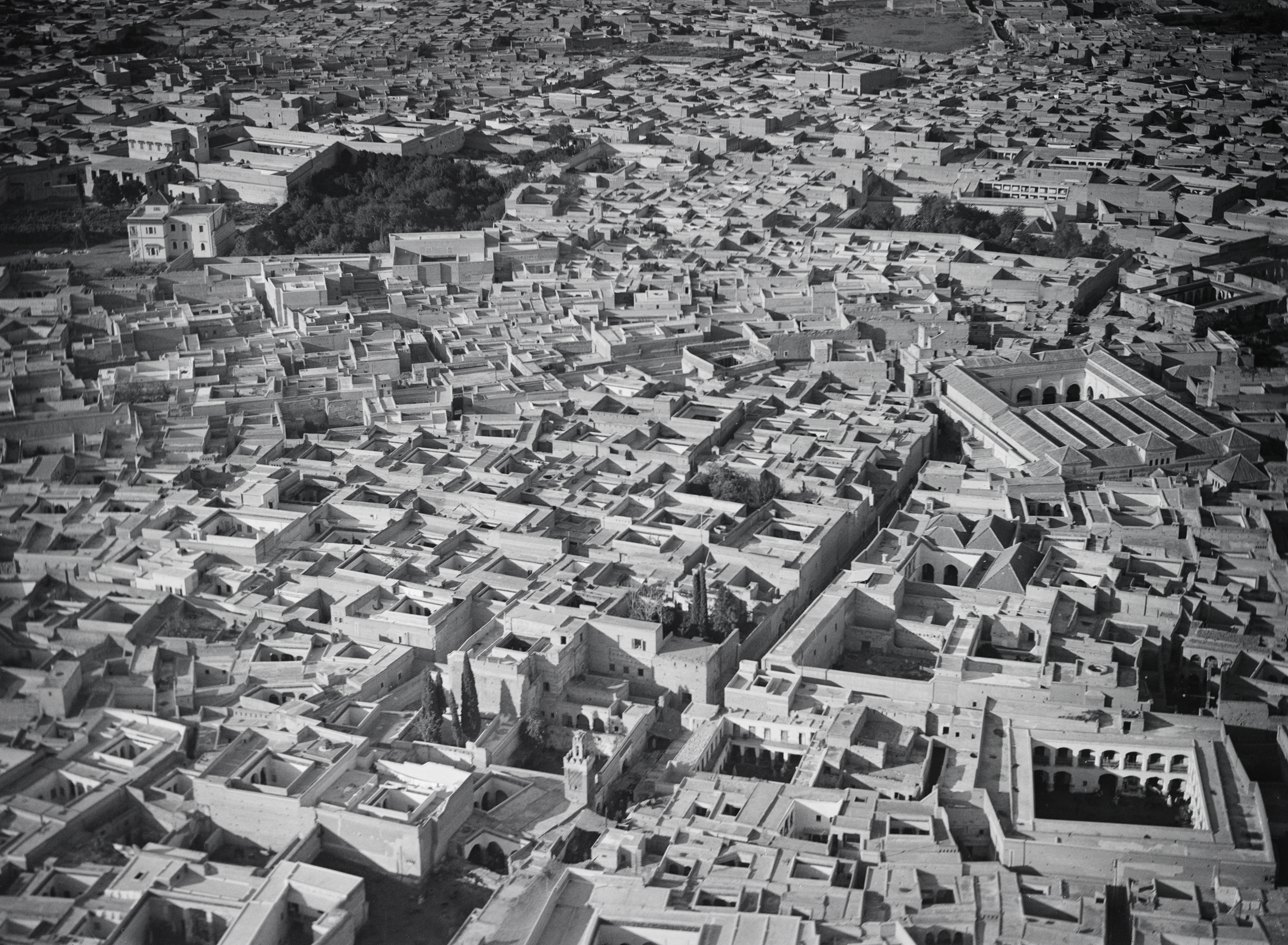
Vista aérea del barrio de Mouassine a principios del. La Mezquita Mouassine es visible en el centro a la derecha.

Hasta el reinado de Abdallah al-Ghalib los judíos estaban relativamente dispersos por la ciudad, pero la zona de Mouassine albergaba una importante concentración de ellos y, en general, se consideraba una antigua judería. Cuando Abdallah El Ghalib llegó al poder en 1557, aprovechó la oportunidad para reordenar Marrakech como símbolo de su autoridad, y parte de ello consistió en reubicar a la comunidad judía en la nueva zona de Mellah. Hasta entonces, Mouassine se consideraba una de las dos antiguas zonas judías.  El monumento más famoso de Mouassine es la Mezquita Mouassine, mandada construir por el sultán Abdellah. La construcción de la mezquita formaba parte de una importante remodelación de la zona y se ubicó en el emplazamiento de un antiguo cementerio judío. La mezquita, también conocida como Yami' al-Ashraf, forma parte de un complejo mayor que incluye una biblioteca, un hammán, una madrasa y la célebre fuente Mouassine, una de las más famosas de la medina.

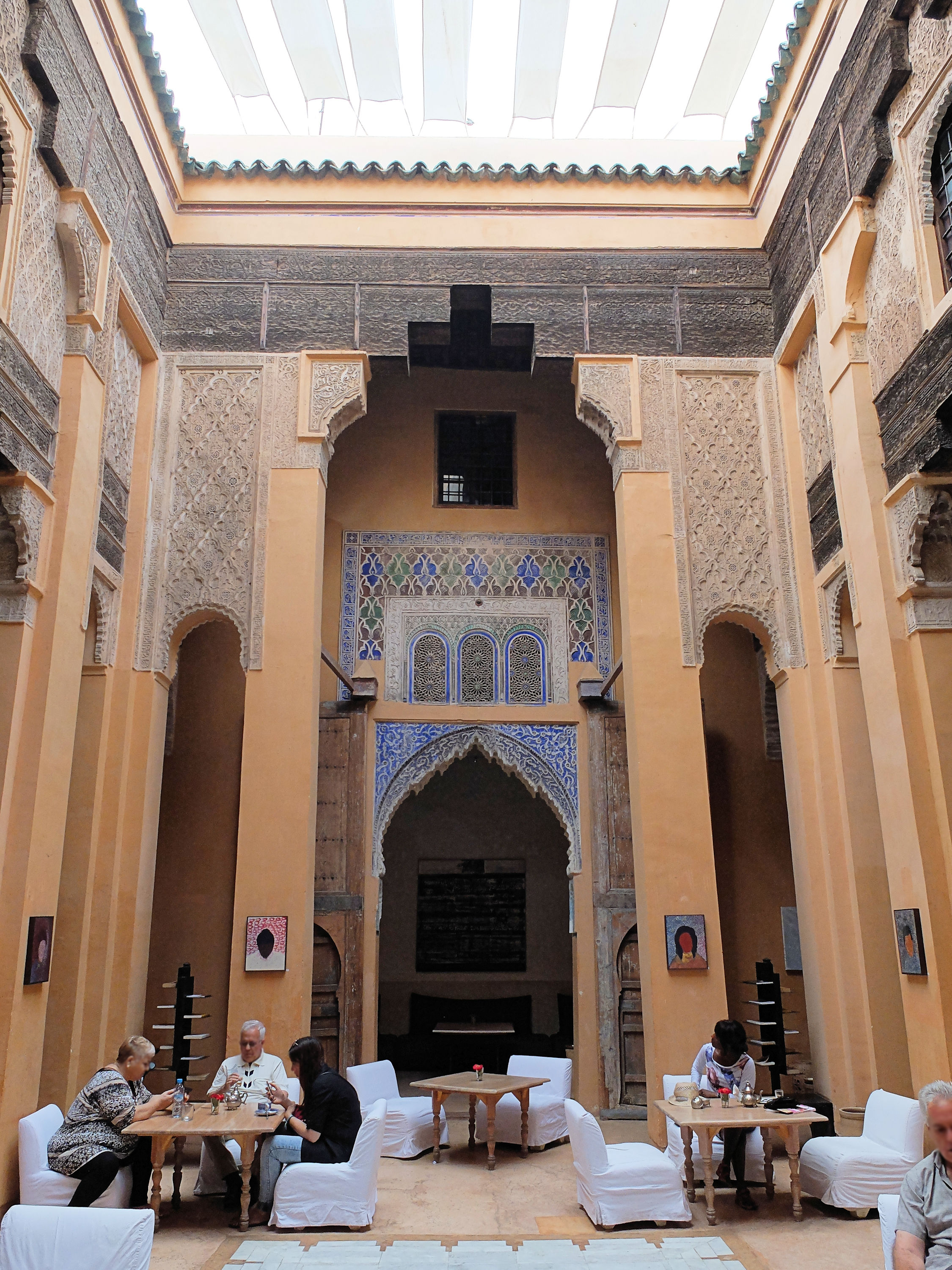
Dar Cherifa, casa restaurada de la época de la dinastía saadí en el barrio de Mouassine.

Así pues, la configuración actual de Mouassine se remonta a la época de la dinastía saadí, y su remodelación atrajo a un número relativamente importante de familias burguesas o aristocráticas que construyeron aquí sus residencias.: 420–421  Esto ha dado lugar a una concentración de estructuras de la época saadí situadas en esta zona, con ejemplos de casas de la época saadí como el Dar Cherifa (antiguo Dar Ijimi), el Dar al-Mas'udiyyin y el Dar al-Masluhiyyin (conocido también como Ksour Agafay). Algunas de estas casas se han convertido hoy en cafés, restaurantes y hoteles. También destaca la douiria (apartamento en el piso superior para recibir invitados) en lo que hoy es el Museo de Mouassine. Esta casa, recientemente restaurada para mostrar su ornamentación original en madera y estuco, data del periodo saadí, pero también presenta motivos decorativos de la época del sultán Mulay Ismaíl (1672-1727).

## Economía
En esta zona se ubican varios cafés en azoteas y hoteles boutique al servicio de la industria turística. Varias de las principales calles del zoco de la ciudad vieja también se encuentran aquí o se puede acceder a ellas desde esta zona.